# أندريه ديو
أندريه ديو (بالإنجليزية: Andre Deyo)‏ هو مغن مؤلف أمريكي، ولد في 19 أبريل 1978.

## وصلات خارجية
- أندريه ديو على موقع ميوزك برينز (الإنجليزية)
- أندريه ديو على موقع ديسكوغز (الإنجليزية)